# Académie de la marine marchande des États-Unis
L’Académie de marine marchande des États-Unis (en anglais : United States Merchant Marine Academy), également connu sous le nom de USMMA ou Kings Point est une des cinq académies maritimes du pays.
Elle permet la formation des futurs officiers de la marine marchande américaine, dans les secteurs militaires ou de l’industrie du transport.
Les étudiants de cette académie suivent des cours d’ingénierie, navigation, administration maritime, droit maritime, management, droit international, économie et beaucoup d’autres matières ayant pour but de former l’élève à la gouverne d’un navire.

## Historique
Entre 1874 et 1936, de nombreuses législations fédérales ont soutenu l’enseignement maritime par le biais de navire école, de stages embarqués en mer et autres.
Après le désastre de 1934 où un feu à bord du navire à passagers Morro Castle (en) a tué 134 personnes, le Congrès des États-Unis a pris conscience de l’importance de son engagement dans l’entraînement standard des futurs officiers.
Originairement, en coopération avec la ville de New York, le gouvernement américain était sur le point de construire un important établissement à Fort Schuyler (en) (New York), mais ce projet n’a pas abouti.
Le Congrès a fait passer en 1936 une loi primordiale pour la marine marchande : Merchant Marine Act of 1936 (en), deux ans plus tard, le corps des cadets américains de la marine marchande fut établi,.
Cette même année, les USTS Nantuchet (ex-USS Nantucket (IX-18)) furent transférés de l’académie de Massachusetts à celle de Kings Point et rebaptisés les UTS EmoryRice.
Les premiers cours étaient donnés dans des bâtiments temporaires jusqu'à ce que le site de King Points (New York) ait été terminé dans le début des années 1942.
Le campus de King Point était à l’origine la propriété en bord de mer de Walter Chrysler et mesurait 12 acres (1 acre = 4 046 m2). On l’appelait « Forker house », actuellement connu sous le nom de l’« USMMA’swiley hall ».
La construction de l’académie débuta immédiatement, 15 mois plus tard, elle fut pratiquement achevée.
L’inauguration de l’école, le 30 septembre 1943 eut lieu en présence du président Franklin D. Roosevelt qui dans son allocution dit « cette académie sert la Marine marchande comme le West Point sert l’armée et Annapolis sert la Marine nationale américaine. »
La Seconde Guerre mondiale a forcé l'académie à renoncer à ses opérations habituelles et à dévouer toutes ses ressources aux besoins d'urgence. Son recrutement a augmenté de 2700 hommes. La durée de la formation est passée de 4 ans à 18 mois. Pour répondre aux besoins de la guerre, deux sites de formation de cadets ont été ouverts, un à Pass Christian, Mississippi et un deuxième à San Mateo, Californie. Le site de San Mateo a été fermé en septembre 1947 et ses étudiants ont été transférés à Kings Point. Le site de Pass Christian fut également fermé en 1950. Malgré la guerre, l'entraînement en embarqué a été maintenu comme partie à part entière de la formation.
Les aspirants servaient en mer dans les zones de combats autour du monde, 122 d'entre eux y ont laissé leur vie et de nombreux autres ont survécu aux attaques. De 1942 à 1945, 6895 officiers ont été diplômés de l'académie. Après la guerre, l'ancien curriculum de 4 ans a été rétabli en 1948. Le congrès Américain a autorisé, en 1949, l'académie à délivrer des Bachelors de Sciences Nautiques. Durant cette même année, l'académie a été entièrement reconnue comme une école de niveau supérieur délivrant des diplômes. Elle est devenue une institution permanente par un acte du congrès en 1956.
Pendant la guerre de Corée et la guerre du Viêt Nam, l'académie a à nouveau accéléré la durée du cursus.
L'académie a aussi mis en place une formation particulière pour le transport du nucléaire afin de répondre à la demande du secteur.
En 1974, l'académie a aboli les critères de sélection et est devenue la première académie de service public à accepter des femmes en tant qu'étudiantes, deux ans avant l'armée, la marine, l'air force et l'académie de garde-côtes.
Durant la guerre du Golfe, des diplômés et des aspirants de l'académie ont joué un rôle important dans le transport de matériel militaire au Moyen-Orient. Des aspirants ont aussi participé à l'opération militaire navale Operation Restore Hope durant la Guerre civile somalienne.

## Anciens élèves
- John Diebold (1926-2005), pionnier de l'informatique américain